# Daniele Tinchella
Daniele Tinchella, né le 14 août 1952 à Casale di Prato, est un coureur cycliste italien.

## Biographie
Professionnel de 1976 à 1981, Daniele Tinchella a gagné une étape du Tour d'Italie en 1976.

## Palmarès

### Palmarès amateur
- 1971
  - Coppa Lanciotto Ballerini
- 1974
  - Florence-Viareggio
  - Trofeo Vasco Jacoponi
- 1975
  - 2e, 3e et 6ea étapes de la Semaine bergamasque

### Palmarès professionnel
- 1976
  - 3e étape de la Semaine catalane
  - 22eb étape  du Tour d'Italie
- 1978
  - 5e étape de la Semaine catalane
  - 2e et 5ea étapes du Tour d'Aragon
  - 2e du GP Pascuas
- 1979
  - 7ea étape de Paris-Nice

## Résultats sur les grands tours

### Tour d'Italie
4 participations
- 1976 : 81e, vainqueur de la 22eb étape
- 1977 : abandon (1re étape)
- 1980 : 87e
- 1981 : abandon (18e étape)

### Tour d'Espagne
3 participations
- 1977 : 50e
- 1978 : 40e
- 1979 : 70e